# Тиндал, Мэтью
Мэтью Тиндал (англ. Matthew Tindal; 1657 — 16 августа 1733) —
английский мыслитель, писатель

, один из виднейших представителей деизма.

## Биография
Родился в семье преподобного Джона Тиндала. Изучал искусство и право в Линкольн-колледже в Оксфорде, затем в Эксетер-колледже в Оксфорде
В 1678 году он был избран членом Колледжа Всех Душ. С 1688 года — служитель
Англиканской церкви.
В конце XVII — начале XVIII веков, будучи заместителем судьи-адвоката британского флота, оказал большое влияние на прецедентное право в области пиратства. Его брошюра о свободе прессы повлияла на отмену юридического требования о том, что все публикации должны пройти цензуру и быть лицензированы до того, как они будут напечатаны. Его книга «Права христианской церкви» оказала огромное влияние на отношения между церковью и государством и на развитие свободомыслия. Его работы, оказавшие большое влияние на развитие идей Просвещения, вызвали споры и бросили вызов христианскому консенсусу его времени.
В книге «Христианство, древнее как само Творение, или Евангелие как воспроизведение естественной религии» (Christianity as Old as the Creation, or the Gospel a Republication of the Religion of Nature, 1730). Её часто называли «Библией деистов», поскольку в ней были почти все доводы, цитаты и вопросы, поднимавшиеся десятилетиями.  Книга стала окончательным утверждением деистического понимания христианства, имела большое влияние в Англии и на континенте. В ней автор отстаивал идеи вечной и неизменной естественной религии.